# Calle Järnkrok
Calle Järnkrok (ur. 25 września 1991 w Gävle) – szwedzki hokeista, reprezentant Szwecji.
Jego ojciec Tony (ur. 1956) był, a kuzyni (Oliver i Elias Lindholm) są hokeistami.

## Kariera
- Gästrikland (2006-2007)
- Brynäs J18 (2007–2009)
- Brynäs J20 (2008–2010)
- Brynäs (2009–2013)
- Grand Rapids Griffins (2013-2014)
- Nashville Predators (2014-2021)
  -  Milwaukee Admirals (2014)
- Seattle Kraken (2021-2022)
- Calgary Flames (2022)
- Toronto Maple Leafs (2022-)

Wychowanek klubu Gävle GIK. Od 2007 grał w klubie Brynäs, w tym od 2009 w seniorskiej drużynie. W drafcie NHL z 2010 został wybrany przez Detroit Red Wings. W maju 2012 podpisał kontrakt z tym klubem, lecz kolejny sezon 2011/2012 spędził jeszcze w Brynäs. W marcu 2013 został przekazany do klubu farmerskiego, Grand Rapids Griffins. W drużynie z Detroit nie zadebiutował. Od marca 2014 zawodnik Nashville Predators, przekazany do zespołu farmerskiego, Milwaukee Admirals. W Nashville Predators przedłużał kontrakt w połowie 2015 o rok, w połowie 2016 o sześć lat. W lipcu 2021, w ramach expansion draft, został zawodnikiem nowego klubu NHL, Seattle Kraken. W marcu 2022 został przekazany do Calgary Flames. W lipcu 2022 podpisał czteroletni kontrakt z innym kanadyjskim klubem z NHL, Toronto Maple Leafs.
Uczestniczył w turniejach mistrzostw świata w 2012, 2013, 2014.
W trakcie kariery określany pseudonimem Ironhook.

## Sukcesy
Reprezentacyjne
- Złoty medal mistrzostw świata: 2013
- Brązowy medal mistrzostw świata: 2014

Klubowe
- Złoty medal mistrzostw Szwecji: 2012 z Brynäs

Indywidualne
- Elitserien (2010/2011):
  - Pierwsze miejsce w klasyfikacji strzelców wśród juniorów: 11 goli
  - Pierwsze miejsce w klasyfikacji kanadyjskiej wśród juniorów: 27 punktów